# Russinleken

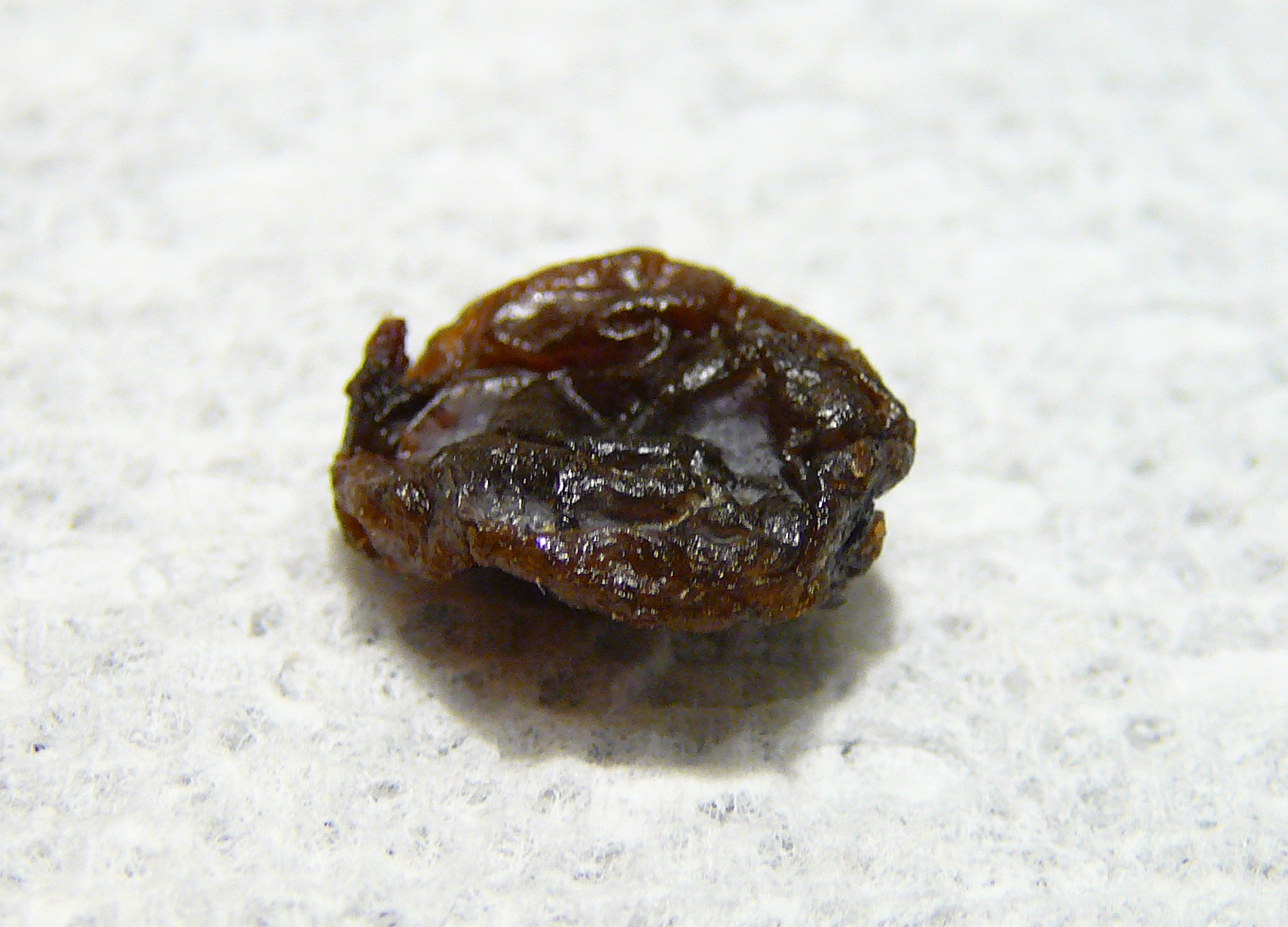
I russinleken plockas russinen ett och ett

Russinleken (även kallad russintipp) är en lek för minst två personer - en spelledare och en eller flera deltagare. Som namnet antyder kräver leken ett flertal russin. Russinleken förekommer på förskolor, där barnen kan räkna russinen.

## Regler
Man sprider ett antal russin över en ren yta. För att göra det roligare eller lättare att komma ihåg russinen kan man lägga dem på fasta punkter på en bild eller teckning.
En deltagare blundar eller tittar bort medan övriga utser och memorerar ett av russinen. Sedan börjar deltagaren att äta upp russinen ett efter ett. När deltagaren tar det utvalda russinet ropar alla: "Stopp!", "Russin!", "Tipp!", "Burr!" eller något annat (lokala variationer förekommer). Deltagaren blir då utslagen och turen går vidare till nästa. Av hygieniska skäl är det rimligt att deltagaren även får äta det utsedda russinet.
Leken fortgår tills alla russin är uppätna eller så fyller man på med russin efter varje deltagare tills alla har försökt.

## Varianter
Deltagarna kan samla russinen istället för att äta upp dem direkt och istället räkna vem som får flest.
Om deltagarna upplever leken som orättvis (eftersom russinfördelningen riskerar att bli ojämn) kan deltagarna istället bara tillåtas att ta ett eller ett begränsat antal russin innan turen går vidare till nästa.
Leken kan även varieras genom att man använder andra små godsaker än russin, till exempel nötter, apelsin-/clementinklyftor eller godis. Dock bör kladdiga livsmedel som glass, soppa och skivad banan undvikas.
En variant är att sista russinet delas lika mellan samtliga personer.